# Клан (ТВ серија)
Клан је српска серија снимана током 2019—2022. године. Током 2020-2022. се емитовала на Суперстар ТВ.

## Радња
Два провинцијална пробисвета, упркос бројним препрекама, успевају да се својим бескрупулозним и суровим акцијама уздигну у сам врх подземља. Убиство Тигра, највећег мафијашког боса овог дела Европе уздрмало је до дна српско подземље.
Многи желе да заузму његово место, карте се поново деле, сви желе своје парче плена и спремни су на све да би га освојили...
На маргинама тог света, Шок и Паша, провинцијалци и не претерано успешни  лопови, тек почињу своју каријеру која ће их довести до неслућених висина.
Замишљена као дубок и до сада невиђен увид у само срце криминалних организација и њихових многобројних послова, ова савремена акциона драма фуриозног ритма прати уздизање, успон и пад два ситна криминалца у свету српског подземља.

## Улоге

### Главне улоге
| Глумац                  | Улога                |
| ----------------------- | -------------------- |
| Александар Димитријевић | Дејан Шолевић "Шок"  |
| Недим Незировић         | Горан Љубичић "Паша" |

### Споредне улоге
| Глумац                 | Улога                            |
| ---------------------- | -------------------------------- |
| Феђа Штукан            | Драгољуб Бобић "Бубон"           |
| Иван Зарић             | Ненад Фуртула                    |
| Дејан Карлечик         | Живорад Жерајић "Жиле"/"Француз" |
| Анђела Поповић         | Смиљана Љубичић "Беба"           |
| Милена Божић           | Јулијана Шолевић "Јуца"          |
| Никола Вујовић         | Сафет Несторовић "Кројц"         |
| Владимир Ковачевић     | Димитрије Мишић "Мита"           |
| Данило Михајловић      | Драгиша Крстић                   |
| Ненад Поповић          | Крле Крстић                      |
| Младен Совиљ           | Миладин Чукић "Тале"             |
| Сава Стојановић        | Малиша Мишић "Мали"              |
| Урош Јовчић            | Звонко Гмајнер "Штурм"           |
| Милош Танасковић       | Благоје                          |
| Милош Петровић Тројпец | Стефан Грбовић "Камилица"        |
| Стојан Ђорђевић        | Добер                            |
| Милош Лазић            | Џиги                             |
| Ђорђе Крећа            | Лафовски                         |
| Небојша Рако           | Брусли                           |
| Дејан Цицмиловић       | председник Лаковић               |
| Небојша Илић           | Шеф кабинета                     |
| Енвер Петровци         | Марко Раденковић, шеф ДБ-а       |
| Тихомир Станић         | Ђура Ђорђевић                    |
| Амила Терзимехић       | Ленка                            |

### Епизодне улоге
| Глумац                        | Улога                     |
| ----------------------------- | ------------------------- |
| Миливоје Обрадовић            | Балшин стриц              |
| Момчило Оташевић              | Невен                     |
| Страхиња Блажић               | Жељко                     |
| Вишња Сретеновић              | Цока                      |
| Катарина Марковић             | Маја Божић                |
| Тодор Трифуновић              | Дарко Божић               |
| Анита Огњановић               | Душица                    |
| Милица Стефановић             | Даница                    |
| Добрила Стојнић               | Добрила                   |
| Ана Маљевић                   | Цуца                      |
| Жељко Димић                   | Милеуснић                 |
| Чарни Ђерић                   | Радиша                    |
| Небојша Вранић                | Кокотовић                 |
| Жељко Митровић                | Жарко                     |
| Милена Павловић               | Аница                     |
| Јасмина Аврамовић             | Гојкова кева              |
| Соња Дамјановић               | Брана                     |
| Милош Ђорђевић                | Пикси                     |
| Борис Шавија                  | Инспектор Обрад Обрадовић |
| Марина Воденичар              | инспекторка Драгица       |
| Јована Гавриловић             | секретарица Љубица        |
| Александар Баoшић             | Браца                     |
| Душан Јакишић                 | Ноле                      |
| Александар Цветковић          | Балша                     |
| Бојан Жировић                 | тужилац Јеличић           |
| Горица Поповић                | Босиљка                   |
| Иван Ђорђевић                 | Златко                    |
| Љубинка Кларић                | Цвета Бобић               |
| Јасмина Вечански              | др. Мацанковић            |
| Саво Радовић                  | Буљугић                   |
| Сергеј Трифуновић             | Сале                      |
| Александар Стојковић          | Боле                      |
| Јово Максић                   | предузимач Вељко          |
| Јелица Ковачевић              | архитекта Јагода          |
| Саша Пилиповић                | Бебин отац                |
| Милица Буразер                | снајка Јелена             |
| Саша Торлаковић               | Брка                      |
| Јована Беловић                | Дикси                     |
| Данина Јефтић                 | Славица, Џбунова удовица  |
| Милан Чучиловић               | Обрен                     |
| Саша Али                      | Вишњић                    |
| Данијел Корша/Љубомир Николић | Медени                    |
| Јована Голубовић              | Славица                   |
| Зоран Церовина                | Дарко Божић               |
| Александар Шарапа             | Душицин дечко             |
| Јован Вељковић                | крупан момак              |
| Димитрије Аранђеловић         | ситан момак               |
| Ненад Савић                   | инжењер                   |
| Александар Шарапа             | Душицин дечко             |
| Марија Благојевић             | Маки                      |
| Кристина Вулетић              | инспекторка               |
| Милан Танкосић                | полицајац                 |
| Матеа Трифуновић              | полицајка                 |
| Кристина Томић                | медицинска сестра         |
| Александар Пудар              | Миленковићев син          |
| Љиљана Живанић                | докторка                  |
| Славица Станковић             | комшиница                 |
| Душан Милошевић (глумац)      | деда                      |
| Ивана Јордан                  |                           |
| Доналд Норман                 |                           |
| Александра Хранисављевић      |                           |
| Стефанија Броћета             | Корана                    |
| Александар Стоименовски       | Мишко                     |
| Гала Шалипур                  | секретарица Омикрон       |
| Нађа Милошевић                | Златкова секретарица      |
| Сунчица Милановић             | Вики                      |
| Тара Тошевски                 | Мина                      |
| Александра Белошевић          | Олга                      |
| Мина Дуњић                    | клаберка                  |
| Силвана Митровић              | Вишњићева ташта           |
| Михаило Чуковић               | фантом                    |
| Софија Мијатовић              | Ката                      |
| Драшко Анђић                  | Здравко                   |
| Александра Цуцић              | Мира                      |
| Драгана Ђукић                 | Мара                      |
| Саша Крмпотић                 | Гојко                     |
| Љубиша Ристовић               | пуковник                  |
| Владимир Грбић                | службеник                 |
| Јелена Благојевић             | Тара                      |
| Марко Николић                 | Будим                     |
| Теодора Миклушев              | цвећарка                  |
| Исидора Вичек                 | продавачица               |
| Теодора Ђедовић               | Маникирка                 |
| Немања Бајић                  | полицајац                 |
| Миле Цвијовић                 | сељак                     |
| Миодраг Ракочевић             | министар полиције         |
| Милош Самолов                 | Сами                      |
| Лако Николић                  | адвокат Горчило           |
| Бранка Петрић                 | бака Костић               |
| Павле Веселиновић             | Матија                    |
| Иван Средојевић               | Урим                      |
| Дејан Стојаковић              | адвокат Дракулић          |
| Небојша Ђорђевић              | адвокат Лалић             |
| Шенгил Исмаил                 | Буријета                  |
| Јована Крстић                 | Рајка                     |
| Јелена Лончар                 | келнерица сплав           |
| Страхиња Падежанин            | бармен сплав              |
| Небојша Прибићевић            | отмичар                   |
| Лазар Тешић                   | отмичар                   |
| Владана Зиндовић Дошљак       | болничарка ВМА            |
| Ненад Станојевић              | чувар                     |
| Милан Узелац                  | Татић                     |
| Ненад Петровић                | Гилиптер                  |
| Жељко Максимовић              | Шлосер                    |
| Ђорђе Стојковић               | Пабло                     |
| Милан Вејиновић               | инспектор Киза            |
| Мирко Јокић                   | Горкић                    |
| Ђорђе Марковић                | Гоша                      |
| Рифат Рифатовић               | опозиција                 |
| Ивана Николић                 | Славица                   |
| Мирослав Јовић                | председник ИК             |
| Момчило Мурић                 | портир                    |
| Исидора Вељковић              | новинарка                 |
| Младен Милошевић              | адвокат                   |
| Павле Тешић                   | обезбеђење                |
| Мохамед Мехмети               | Ром                       |
| Марија Марковић               | активисткиња              |
| Алекса Илић                   | Сиктер                    |
| Леон Лакета                   | Лав                       |
| Љубица Шћепановић             | бакица                    |
| Николина Петровић             | Брацина ћерка             |
| Ирена Петровић                | Брацина ћерка             |
| Анастасија Илић               | беба Костја               |
| Стефан Бундало                | Ђунта                     |
| Александар Ђурица             | Галон                     |
| Петар Бенчина                 | Тигар                     |
| Срђан Тимаров                 | Гиле                      |
| Игор Дамњановић               | Крајишник                 |
| Иван Марковић Никола Керкез   | Глиша                     |
| Александра Јанковић           | Шутићка                   |
| Бојан Јовин                   | Кисели                    |
| Катарина Корша                | Цица                      |
| Владислав Михаиловић          | стилиста                  |
| Немања Оливерић               | Вања                      |
| Ненад Пећинар                 | Џбун                      |
| Милош Влалукин                | Дј. М                     |
| Цвијета Месић                 | Мишићева мајка Споменка   |
| Димитрије Илић                | газда кафане              |
| Марко Гиздавић                | спонзор                   |
| Радоје Чупић                  | Данило                    |
| Душанка Глид Стојановић       | Милева                    |
| Горан Даничић                 | тренер                    |
| Сандра Бугарски               | Љубинка                   |
| Миомира Драгићевић            | комшиница                 |
| Боро Стјепановић              | Веселин                   |
| Мирсад Тука                   | Фејза                     |
| Албан Укај                    | Липа                      |
| Ермин Сијамија                | ћелавац                   |
| Душан Радовић (глумац)        | Амиџа                     |
| Милица Мајкић                 | репортерка                |
| Милан Михаиловић              | Царевић                   |
| Власта Велисављевић           | електричар                |
| Борко Жиравац                 | Антонић                   |
| Весна Мирковић Ђорђевић       | Дубравка                  |
| Петар Кокиновић               | Јанићијевић               |
| Алекса Илић                   | Сиктер                    |
| Кристина Дајч                 | Ружица                    |
| Јован Димитријевић            | Дебељко                   |
| Слађана Букејловић            | Даринка                   |
| Дарко Јоксимовић              | директор ФК               |
| Јасминка Хоџић                | теткица                   |
| Сара Пејчић                   | наркоманка                |
| Стеван Јовановић              | Ђанки                     |
| Лако Николић                  | Адвокат Горчило           |
| Александра Цуцић              | Мира мере                 |
| Ђорђе Марковић                | Инспектор Госа            |
| Маја Николић                  | Лола                      |
| Небојша Ђорђевић              | адвокат Лалић             |
| Дејан Стојаковић              | адвокат Дракулић          |
| Александар Стоименовски       | Мишко                     |
| Милош Самолов                 | Сами                      |
| Јелена Јовичић                | директорка школе          |
| Катарина Орландић             | медицинска сестра         |
| Ивана Недовић                 | судија                    |
| Надежда Јаковљевић            | новинарка                 |
| Никола Кнежевић               | новинар                   |
| Ђорђе Коцић                   | новинар                   |
| Кристина Пејичић Дајч         | Ружица                    |
| Александра Белошевић          | Оља                       |
| Милош Лазаров                 | архитекта                 |
| Саша Благојевић               | атентатор                 |
| Катја Павлић                  | Беца                      |
| Јована Крстић                 | секретарица Рајка         |
| Ненад Савић                   | инжењер Игњатовић         |
| Миодраг Крчмарик              | чувар                     |
| Урош Стефановић               | Сомборац                  |
| Лука Копривица                | родитељ                   |
| Хелена Милосављевић           | Јеличићева ћерка          |
| Стефан Хрњез                  | Давор                     |
| Зоран Живковић                | Милорад                   |
| Вања Милачић                  | Бркина жена               |
| Мира Бањац                    | Бакица                    |
| Зоран Карајић                 | Продавац мамаца           |
| Катица Жели                   | Бака                      |

## Епизоде
| Сезона | Сезона | Епизоде | Епизоде | Оригинално емитовање | Оригинално емитовање |
| Сезона | Сезона | Епизоде | Епизоде | Премијера            | Финале               |
| ------ | ------ | ------- | ------- | -------------------- | -------------------- |
|        | 1.     | 8       | 8       | 25. децембар 2020.   | 15. јануар 2021.     |
|        | 2.     | 8       | 8       | 2. јул 2022.         | 24. јул 2022.        |
|        | 3.     | 8       | 8       | 8. октобар 2022.     | 30. октобар 2022.    |